# 国民议会 (塞舌尔)
国民议会（英語：National Assembly）是塞舌尔的国家立法机关。国民议会实行一院制，由32名议员组成，其中25名通过小选区制选举产生，7名通过比例代表制选举产生。每届议会任期5年。现任议长是Patrick Herminie博士，副议长是Andre Pool。